# Летопис Хуна и Мађара
Дела Хуна и Мађара или (лат. Gesta Hungarorum (II))
је историјска хроника коју је писао Шимон из Кезе између 1282. и 1285. године и која је један од извора ране мађарске историје.

## Настанак
Време писања ове хронике се процењује на основу чињенице када је Шимон боравио на двору краља Ласла IV и да је у хроници наведена битка код језера Ход из 1282. године, а да није наведена татарска инвазија из 1284/1285. године која је практично уништила део средњовековне мађарске краљевине. Ова хроника је у ствари наставак и проширење хронике Дело Мађара, писане око 1200. године.

## Аутор
Шимон из Кезе је био дворски свештеник, хроничар и библиотекар у периоду од 1272. године до 1290. године. Путовао је широм тадашње територије Италије, Француске и Немачке, одакле је и скупљао литературу, записе као материјал за ову хронику.
По казивању самог Шимона, материјал за ову хронику је добио из немачких, италијанских и француских хроника, али је чињеница де је користио веома пуно и податке из већ постојећих мађарских хроника.

## Издања
Хроника је први пут штампана и издата 1782. године у Бечу и Будиму. Своје следеће издање Дело је доживело 1833. године, а касније је још издато 1849. и 1862. године.
Ову хронику су уредили и превели за потребе Централног Европског Универзитета 1999. године Ласло Веспреми (László Veszprémy) и Франк Шер (Frank Schaer).